# Битва при Платеях (323 до н. э.)
Битва при Платеях (323 год до н. э.) — первое сражение в ходе Ламийской войны, произошедшее между афинской и беотийской армиями.
Когда большая часть Греции восстала против македонского господства в 323 году до н. э., беотийцы были одними из тех, кто решил противостоять этому движению. После того, как Александр Македонский разрушил Фивы в 335 году до н. э., он отдал часть фиванской территории окрестным жителям, но без македонской гегемонии в центральной Греции беотийцы опасались, что афиняне возродят Фивы в качестве противовеса македонянам, и боялись потерять приобретённые земли.
Когда Афины направили подкрепление к армии Леосфена, беотийцы собрали войско, чтобы противостоять им. Афинское войско состояло из граждан в количестве пяти тысяч пехоты и пятисот всадников, а также двух тысяч наёмников. Леосфен вошёл в Беотию с частью своей армии, чтобы встретиться с отправленным подкреплением. После соединения с афинским войском Леосфен построил армию и, атаковав беотийский лагерь, победил беотийцев. После победы он поспешил вернуться в Фермопилы, где встретился с войском Антипатра.